# CAROLS
《CAROLS》（頌歌）是日本歌手濱崎步第34張單曲，2004年9月29日於日本發售，首周順利以十七萬的銷量登上公信榜第一名。正值夏秋轉換之際發行的這張單曲，填詞卻以冬季的降雪、春天來臨時的溫暖的愛作為主題。同時使用的大量的弦樂在編曲當中。
當初本作預定繼續採用CCCD的形式發行，但由於之後avex調整了發行方針，CCCD暫緩使用，故從本作開始重新用回傳統CD的形式發行（租借版仍繼續使用CCCD）。單曲除了CD以外，還發行了DVD-Audio以及SACD兩種格式。

## 收錄歌曲

### CD
1. CAROLS "Original Mix"
作曲：木下智哉／編曲：CMJK
Panasonic數位相機「LUMIX FX7」廣告歌曲
2. CAROLS "Criminal Tribal Mix"
3. CAROLS "Hammond B-3 Whisper"
4. CAROLS "Original Mix -Instrumental-"

### DVD
1. CAROLS (video clip)

### 統計
| 榜單                               | 最高排名 | 銷量    | 在榜時數 |
| ---------------------------------- | -------- | ------- | -------- |
| Oricon周間專輯榜 (2004年10月第2周) | 1        | 177,778 | 15周     |
| Oricon年間專輯榜 (2004年)          | 20       | 309,128 | 15周     |